# Google Code Jam
Google Code Jam — международное соревнование по программированию, проводимое Google. Ведёт историю с 2003 года, как средство для выявления лучших умов для возможной работы в Google. Соревнование состоит из набора алгоритмических задач, которые должны быть решены за фиксированное время. В отличие от большинства соревнований по программированию, участники могут использовать любой язык программирования и среду разработки для решения задачи.
Google Code Jam считается одним из самых массовых чемпионатов по программированию. Так, в 2014 году было зарегистрировано почти 50 тысяч участников, среди которых 25 462 человека прошли квалификационный раунд.

## Описание
Во время соревнования участникам предоставляется набор алгоритмических задач, которые нужно решить за ограниченное время. При этом соревнование происходит одновременно, участникам выдаются одинаковые задания, решения которых могут предоставляться на любом языке программирования.
Для получения успешного результата участникам нужно не только корректно решать задачи, но и быстро кодировать их реализацию. Задача считается успешно решённой тогда, когда предоставленное решение выдаёт правильные ответы на все тестовые входные данные. При этом с технической точки зрения участник инициирует запрос на тестирование, и система предоставляет ему входные данные, на которые должен быть дан ответ за некоторое предельное время (в зависимости от набора данных). Обычно для тестирования в каждой задаче предоставляется малый и большой набор данных, отличающийся сложностью, и на обработку которых даётся по 4 и 8 минут соответственно. Если на предоставленный набор данных участник даёт корректный ответ (все тесты пройдены), то участнику зачисляется некоторое число очков, зависящее от задачи. Если хотя бы один из тестов неверен, то очки не начисляются, а участнику добавляется штрафное время 4 минуты. Как правило, результат для малого набора данных участник получает сразу после отправления своего решения, а верный ли ответ для большого набора данных становится известным только в конце соревнования.
Google Code Jam разрешает использовать любой язык программирования, начиная с C++, JavaScript и заканчивая такими, как INTERCAL, LOLCODE, Whitespace и др. В то же время, участники как правило используют популярные языки программирования, в основном это C++, Java, C#, Python.
В 2017 году было подано около 60 000 заявок на участие из более чем 130 стран мира. Приз за первое место в соревновании составляет 15 000 долларов.

## График проведения соревнований
В соревновании может принять участие любой желающий. После подачи заявки дается возможность участия в квалификационном раунде, который длится около суток и для прохождения которого необходимо набрать некоторое число баллов. В дальнейшем проводится серия из трёх раундов 1A, 1B и 1C, каждый из которых проходит в разные дни и имеет длительность 2,5 часа каждый. В каждом из этих соревнований проходит в следующий раунд (2-й) по 1000 участников, занявших первые места. Если участник уже прошёл в 2-й раунд, то к участию в 1B и 1C не допускается.
После завершения второго раунда в следующем 3-м раунде участвует 500 человек, по завершении которого остается 25 лучших, отправляющихся в финал. Все соревнования, кроме финала, проходят в онлайн. Финальная часть проходит в одном из городов мира, и транслируется в Интернет.

## Победители соревнований
| Год  | Место проведения       | Участников | 1-е место           | 2-е место          | 3-е место           |
| ---- | ---------------------- | ---------- | ------------------- | ------------------ | ------------------- |
| 2020 | Виртуальный            | 44 434     | Геннадий Короткевич | Кевин Сан          | Эндрю Хе            |
| 2019 | Сан-Франциско, США     | 35 509     | Геннадий Короткевич | Макото Соэдзима    | Эндрю Хе            |
| 2018 | Торонто, Канада        | 24 584     | Геннадий Короткевич | Камил Дебовски     | Макото Соэдзима     |
| 2017 | Дублин, Ирландия       | 25 289     | Геннадий Короткевич | Константин Семёнов | Владислав Епифанов  |
| 2016 | Нью-Йорк, США          | 27 170     | Геннадий Короткевич | Кевин Атьенза      | Егор Куликов        |
| 2015 | Сиэтл, США             | 23 296     | Геннадий Короткевич | Макото Соэдзима    | Брюс Мерри          |
| 2014 | Лос-Анджелес, США      | 25 462     | Геннадий Короткевич | Евгений Капун      | Юйчжоу Гу           |
| 2013 | Лондон, Великобритания | 21 273     | Иван Метельский     | Василий Билецкий   | Владислав Исенбаев  |
| 2012 | Нью-Йорк, США          | 20 613     | Якуб Пахоцкий       | Нил Ву             | Михал Форишек       |
| 2011 | Токио, Япония          | 14 397     | Макото Соэдзима     | Иван Метельский    | Якуб Пахоцкий       |
| 2010 | Дублин, Ирландия       | 12 092     | Егор Куликов        | Эрик-Ян Крийгсман  | Сергей Копелиович   |
| 2009 | Маунтин-Вью, США       | 8289       | Тяньчэн Лоу         | Цзичао Ци          | Ёити Ивата          |
| 2008 | Маунтин-Вью, США       | 7154       | Тяньчэн Лоу         | Цзэюань Чжу        | Брюс Мерри          |
| 2006 | Нью-Йорк, США          | ?          | Пётр Митричев       | Ин Ван             | Андрей Станкевич    |
| 2005 | Маунтин-Вью, США       | ?          | Марек Цыган         | Эрик-Ян Крийгсман  | Пётр Митричев       |
| 2004 | Маунтин-Вью, США       | ?          | Сержио Санчо        | По Рух Лох         | Рейд Бартон         |
| 2003 | Маунтин-Вью, США       | ?          | Джимми Мардель      | Кристофер Хендри   | Евгений Васильченко |

## Результаты по странам
| Страна     | 1-е место | 2-е место | 3-е место |
| ---------- | --------- | --------- | --------- |
| Беларусь   | 8         | 1         | 0         |
| Китай      | 2         | 3         | 1         |
| Россия     | 2         | 2         | 7         |
| Польша     | 2         | 0         | 1         |
| Япония     | 1         | 1         | 2         |
| Аргентина  | 1         | 0         | 0         |
| Швеция     | 1         | 0         | 0         |
| США        | 0         | 2         | 3         |
| Нидерланды | 0         | 2         | 0         |
| Канада     | 0         | 2         | 0         |
| Украина    | 0         | 1         | 0         |
| Филиппины  | 0         | 1         | 0         |
| ЮАР        | 0         | 0         | 2         |
| Словакия   | 0         | 0         | 1         |